# Metropolis (anime)
Metropolis är en japansk animerad film från 2001. Den är regisserad av Rintaro, efter en serieroman av Osamu Tezuka och filmmanus skrivet av Katsuhiro Ōtomo.

## Handling
Filmen handlar om hur viktigt det är med känslor och hur de skiljer människor från allt annat. Den utspelar sig i en framtida värld där människor och robotar lever tillsammans, men inte i harmoni.

## Premiärvisning
Filmen visades första gången i Japan den 26 maj 2001.

## Röster

### Japanska
- Yuka Imoto - Tima
- Kei Kobayashi - Kenichi
- Kôki Okada - Rock
- Tarô Ishida - Duke Red
- Norio Wakamoto - Pero
- Junpei Takiguchi - Dr. Laughton
- Masaru Ikeda - President Boon
- Shun Yashiro - Notarlin
- Toshio Furukawa - General Kusai Skunk
- Shigeru Chiba - Lampa
- Masashi Ebara - Skinka och ägg
- Takaya Hashi - Lyon
- Norihiro Inoue - Atlas
- Rikako Aikawa - Fifi

### Engelska
- Rebecca Forstadt - Tima
- Brianne Siddall - Kenichi
- Michael Reisz - Rock
- Jamieson Price - Duke Red
- Dave Mallow - Pero
- Simon Prescott - Dr. Laughton
- Richard Plantagenet - President Boone
- William Knight - Notarlin
- Dan Woren - Skunk
- Steve Blum - Lampa
- Robert Axelrod - Skinka och ägg
- Peter Spellos - Lyon
- Scott Weinger - Atlas

## Musik i filmen
- I Can't Stop Loving You, skriven av Don Gibson, framförd av Ray Charles
- St. James Infirmary, skriven av Irving Mills, framförd av Atsuki Kimura
- There'll Never Be Goodbye, text av Minako Obata, musik av Toshiyuki Honda

### Webbkällor
- Metropolis på Internet Movie Database (engelska)